# Abi Tucker
Abigail Anne Tucker (22 januari 1973) is een Australische actrice en zangeres. Zij is bekend geworden van haar rollen in Heartbreak High, The Secret Life of Us en McLeod's Daughters.

## Carrière
Tucker kwam in de publiciteit als mededinger in de Australische versie van "New Faces" in de vroege jaren 90. In 1994 kreeg ze een rol in de televisieserie Heartbreak High, een serie over het leven van scholieren op een middelbare school in Sydney. Zij vertolkte hierin de rol van Jodie Cooper.
Tucker speelde van 2001 tot 2003 de rol van Miranda Lang in de televisieserie The Secret Life of Us. Van 2007 tot 2009 maakte ze deel uit van de cast van de televisieserie McLeod's Daughters, als Grace Kingston McLeod.
Naast haar acteerwerk stond Tucker ook in het theater, en zij bracht als singer-songwriter drie studioalbums uit.

## Filmografie

### Films
| Jaar | Titel              | Rol           |
| ---- | ------------------ | ------------- |
| 1999 | The New Girlfriend | Lissa         |
| 2000 | The Wog Boy        | Annie O'Brien |
| 2000 | Angst              | May           |

### Televisie
| Jaar      | Titel                 | Rol                   | Opmerking       |
| --------- | --------------------- | --------------------- | --------------- |
| 1994-1995 | Heartbreak High       | Jodie Cooper          | 64 afleveringen |
| 2001-2003 | The Secret Life of Us | Miranda Lang          | 55 afleveringen |
| 2007-2009 | McLeod's Daughters    | Grace Kingston McLeod | 45 afleveringen |

noot: eenmalige rollen weggelaten

## Discografie
- Breathe In (1995, ep)
- Dreamworld (2003)
- One December Moon (2008)
- The Falling Seeds (2015)
- Who Do You Really Know? (2020)